# Melanderia californica
Melanderia californica är en tvåvingeart som beskrevs av Harmston 1972. Melanderia californica ingår i släktet Melanderia och familjen styltflugor.
Artens utbredningsområde är Kalifornien. Inga underarter finns listade i Catalogue of Life.